# نیروگاه‌های زنجیره‌ای یاسوج
نیروگاه‌های زنجیره‌ای یاسوج که شامل ۹ نیروگاه کوچک آبی است، جزو طبقه‌بندی نیروگاه‌های کوچک و متوسط ایران قرار می‌گیرد. از این میان ۶ نیروگاه که از لحاظ ارزش اقتصادی در اولویت قرار داشته احداث و بهره‌برداری شده است.
۲ نیروگاه کریک ۱ و پل‌کلو ۱ در سال‌های ۱۳۷۳و ۱۳۸۳ به بهره‌برداری رسید. عملیات اجرایی ۲ نیروگاه کریک ۲ و کریک ۳ نیز در اسفند ۱۳۸۵ به پایان رسید و وارد مدار شدند. ۲ نیروگاه پل‌کلو ۲ و کخدان نیز در تیر ۱۳۸۶ راه‌اندازی شدند. ظرفیت نصب این ۶ نیروگاه آبی کوچک ۱۶٫۹ مگاوات است.

## موقعیت جغرافیایی
این نیروگاه‌ها در ۵۱ درجه و ۲۵ دقیقه طول جغرافیایی و ۳۰ درجه و ۵۵ دقیقه عرض جغرافیایی استان کهگیلویه و بویر احمد در ۴۰ کیلومتری شهر یاسوج در منطقه کوهستانی سی سخت واقع شده‌اند.

## اهداف
- تولید سالیانه ۷۸/۹ میلیون کیلووات ساعت انرژی در سال؛
- تأمین آب و مورد نیاز زمین‌های کشاورزی؛
- رشد و پرورش آبزیان در کانال‌های انتقال آب؛ و
- ایجاد توسعه و اشتغال‌زایی در منطقه.[۴]

## نیروگاه‌ها

### پل کلو ۱
این نیروگاه که در سال ۱۳۸۳ مورد بهره‌برداری قرار گرفت، از نوع جریان روزمینی است و دارای ۲ واحد است. قدرت نصب شده در نیروگاه ۴ مگاوات است.

### پل کلو ۲
این نیروگاه که در سال ۱۳۸۶ مورد بهره‌برداری قرار گرفت، از نوع جریان روزمینی است که از پایاب نیروگاه پل کلو ۱ تغذیه می‌شود. نیروگاه پل کلو ۲ دارای ۲ واحد با قدرت نصب شده ۴ مگاوات است.

### نیروگاه کخدان
این نیروگاه نیز در سال ۱۳۸۶ مورد بهره‌برداری قرار گرفت و از نوع جریان روزمینی است و تنها واحد فعل آن قدرت نصب شده ۰٫۹ مگاواتی را وارد شبکه سراسری می‌کند.

### کریک ۱ (پل‌کلو ۴ یا یاسوج ۷)
این نیروگاه که از سال ۱۳۷۳ مورد بهره‌برداری قرار گرفته دارای ظرفیت نصب شده ۲٫۵ مگاوات است. نیروگاه کریک ۱ دارای ۲ واحد از نوع جریان روزمینی است.

### کریک ۲
این نیروگاه که در سال ۱۳۸۵ مورد بهره‌برداری قرار گرفت، از نوع جریان روزمینی است که از پایاب نیروگاه کریک ۱ تغذیه می‌شود. نیروگاه کریک ۲ دارای ۲ واحد با قدرت نصب شده ۲٫۵ مگاوات است.

### کریک ۳
این نیروگاه نیز در سال ۱۳۸۵ مورد بهره‌برداری قرار گرفت و ظزفیت نصب شدهٔ برابر ۳ مگاوات دارد. همچنین نوع نیروگاه جریانی روزمینی است و دارای ۲ واحد است.

## توان تولیدی
این مجموعه نیروگاهی بعد از اتمام ساخت تمامی واحدهای نیروگاهی مستقل‌اش با قدرت نامی ۲۵ مگاوات، انرژی تولیدی خود را به شبکه برق کشور ایران تزریق خواهد کرد، اما در حال حاضر ظرفیت آن ۱۶٫۹ مگاوات است.